# Сосна короткохвойная
Сосна короткохвойная (лат. Pinus echinata) — североамериканский вид растений рода Сосна (Pinus) семейства Сосновые (Pinaceae).

## Ботаническое описание

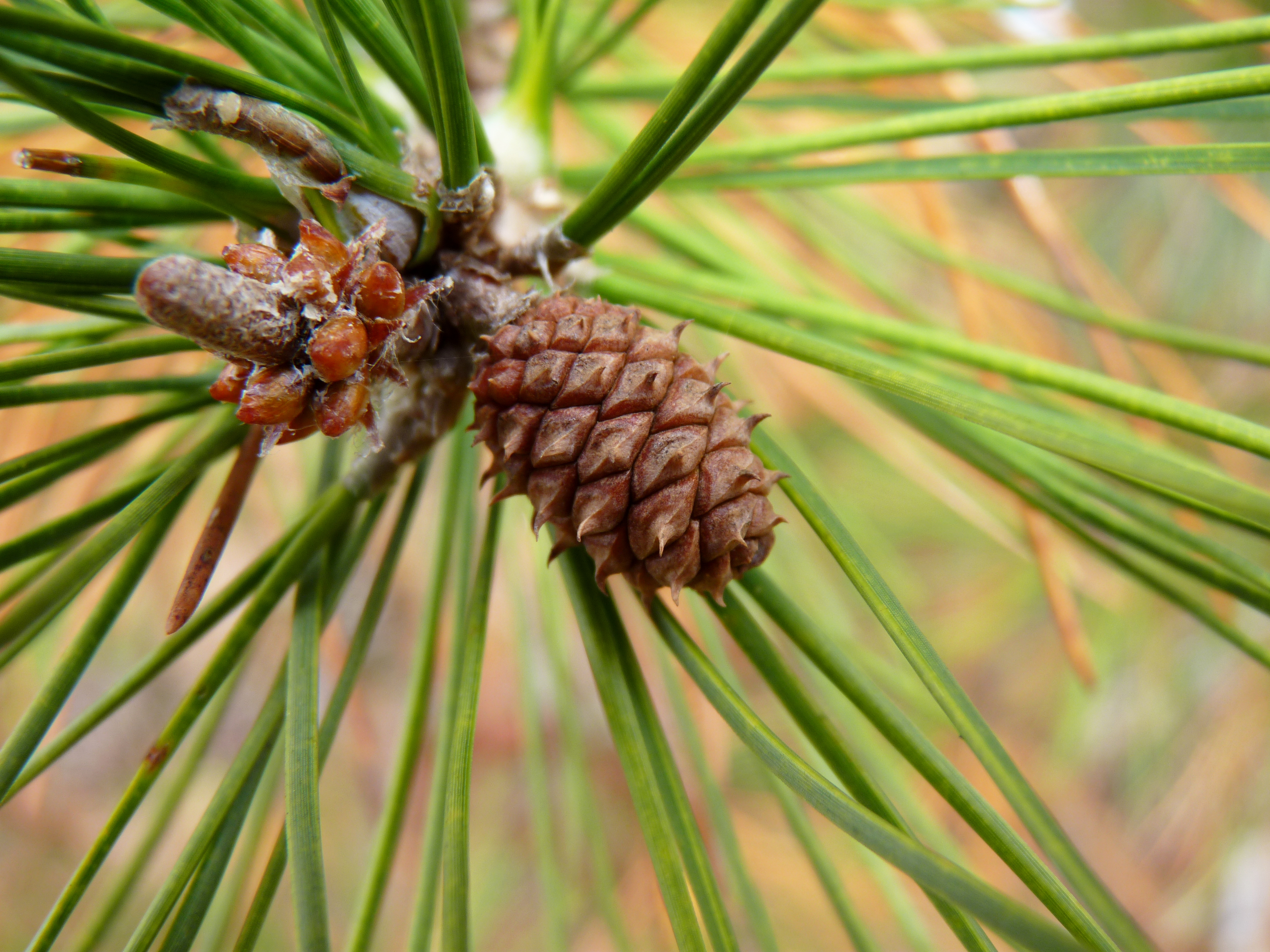
Незрелая шишка

Сосна короткохвойная — дерево до 40 м в высоту, ствол которого достигает 1,2 м в диаметре, с округлой или конической кроной. Кора красно-коричневая, чешуйчатая. Молодые ветки красно-бурые или зеленовато-коричневые, затем темнеющие.
Почки красно-коричневые, покрытые смолой, яйцевидные или цилиндрические, до 1 см.
Хвоя сохраняется на протяжении 3—5 лет. Хвоинки собраны в пучки обычно по 2, реже по 3, до 13 см длиной, прямые, различных оттенков жёлто- или серо-зелёного цвета; края хвоинок зазубренные.
Мужские стробилы цилиндрической формы, не более 2 см длиной, жёлто-зелёного или фиолетово-зелёного цвета. Женские стробилы двулетние, незрелые — узко-ланцетовидные или яйцевидные, затем раскрывающиеся и становящиеся яйцевидными или коническими, красно-коричневого цвета, затем сереющие, 4—7 см длиной. Чешуйки жёсткие, с острой верхушкой.
Семена эллиптической формы, 6 мм, тёмно-серые, иногда почти чёрные, с крылом до 1,6 см.
Число хромосом — 2n = 24.

## Ареал
Сосна короткохвойная распространена в юго-восточной части Северной Америки. Северная граница естественного ареала — юго-восток Нью-Йорка, Нью-Джерси и Пенсильвания. Южная граница — север Флориды. В южной части материка ареал сосны короткохвойной заходит на запад до Миссури, Оклахомы и Техаса.

## Таксономия

### Синонимы
- Pinus lutea Lodd. ex Gordon, 1858, nom. inval.
- Pinus mitis Michx., 1803
- Pinus mitis var. paupera Alph.Wood, 1861
- Pinus royleana Jameson ex Lindl., 1855
- Pinus squarrosa Walter, 1788
- Pinus taeda var. echinata (Mill.) Castigl., 1790
- Pinus taeda var. variabilis Aiton, 1789
- Pinus variabilis (Aiton) Lamb., 1803
- Pinus virginiana var. echinata (Mill.) Du Roi, 1771